# Pierre Faucheux
Pour les articles homonymes, voir Faucheux (homonymie).
 (août 2012).
Pierre Faucheux, né le 12 février 1924 dans le 14e arrondissement de Paris et mort le 16 décembre 1999 à Suresnes, Hauts-de-Seine, est un maquettiste et graphiste français.
Contemporain de Jeanine Fricker, de Jacques Daniel, de Robert Massin et de Jacques Darche, il fut l'un des fondateurs du graphisme français moderne.

## Biographie
Élève de Robert Bonfils à l’École Estienne, Pierre Faucheux entre chez Flammarion en 1942, où il assiste Paul Faucher au Père Castor.
À la Libération, après avoir été journaliste quelques mois à Combat, il est engagé par Edmond Charlot pour renouveler l’ensemble des couvertures de ses ouvrages. Il met en page le journal Terre des hommes, puis La Rue. 
En 1946, il devient directeur artistique du Club français du livre, lequel, sous son impulsion créatrice, modifia profondément le graphisme éditorial français. Dès cette époque, Pierre Faucheux apparaît comme un chef d'école artistique, transformant notamment le concept de maquette d’un livre ; il impose son nom dans la justification de tirage. Il substitue au travail automatique de l’imprimeur sur directives, un travail détaillé et minutieux, page par page, et souvent ligne par ligne. Sa maquette des Aphorismes de Georg Christoph Lichtenberg, dont l’achevé d’imprimer est du 5 novembre 1947, est considérée comme le manifeste de la nouvelle école graphiste de l’édition où l’inspiration surréaliste est présente.
Faucheux collabore ensuite aux projets ambitieux des Éditions K, fonde ou anime des revues d’art et d’architecture, conçoit des expositions. Entre 1949 et 1953, il s'occupe notamment de la mise en page de la revue Art d'Aujourd'hui, une revue fondée par André Bloc et Edgard Pillet qui s'attachait à défendre les courants artistiques contemporains (avant tout l'abstraction géométrique) et à présenter l'actualité artistique parisienne. Il y développe une présentation très accessible, avec de nombreuses images de bonne qualité, et une mise en page particulièrement moderne, en réponse au courant artistique que la revue défendait.
Proche de Le Corbusier, il finit par mener une double carrière de graphiste et d’architecte. Il rejoint en 1954 l’équipe naissante du Club des libraires de France, rival du Club français du livre qu’il avait quitté en 1951. Lié aux surréalistes, il participe à plusieurs de leurs manifestations.
En 1963, après de multiples travaux de graphisme, d’architecture, de muséologie, il fonde l’Atelier Pierre Faucheux : son premier travail consiste à reprendre la direction graphique du Livre de Poche, où il donne de nombreuses couvertures restées célèbres (par exemple, Paroles de Jacques Prévert). Avec son équipe, il a été amené à travailler pour la quasi-totalité des éditeurs français et a laissé son empreinte, notamment dans la collection « Libertés », chez l'éditeur Jean-Jacques Pauvert. Chez cet éditeur, il a par exemple réalisé deux fameuses maquettes pour la réédition en 1967 de deux récits de Georges Bataille : Histoire de l'œil et Le Mort, le premier dans un étui rose frappé d'une vignette représentant un œil, le second dans un étui noir semblable à un cercueil, orné d'un bandeau « mortuaire » avec le titre. Il a établi la maquette générale de la première édition de l’Encyclopædia Universalis, un retour aux sources puisqu’il s’agit, à l’époque, d'une filiale du Club français du livre.

## Publications
- Pierre Faucheux, Écrire l'espace, Paris, Robert Laffont, 1978, 442 p. (ISBN 2-221-00075-7)